# Diocèse de Djibouti
Le diocèse de Djibouti est l’unique circonscription catholique du territoire de Djibouti. Son siège est la cathédrale Notre-Dame-du-Bon-Pasteur de Djibouti.
Le diocèse représente Djibouti à l’Association des conférences épiscopales membres d’Afrique de l’Est (Association of Member Episcopal Conferences in Eastern Africa, AMECEA) ; et au Symposium des conférences épiscopales d’Afrique et de Madagascar (SECAM-SCEAM).

## Diocèse
La partition du vicariat apostolique des Gallas, le 28 avril 1914, a donné naissance à la préfecture apostolique de Djibouti, érigée en diocèse par le pape Pie XII, le 14 septembre 1955.
Le diocèse a une superficie égale à celle du territoire de Djibouti, soit environ 23 000 km2. Il compte six paroisses, une trentaine de religieux et religieuses et sept prêtres, dont deux diocésains, pour sept mille fidèles.
Son siège est, depuis 1964, la cathédrale Notre-Dame-du-Bon-Pasteur de Djibouti.
L'évêque assure, outre son ministère djiboutien, celui d'administrateur apostolique du diocèse de Mogadiscio, en Somalie, et collabore avec le clergé de la péninsule Arabique et des pays avoisinants.

## Préfets apostoliques et évêques
De la fondation du diocèse, le 14 septembre 1955, à Giorgio Bertin, évêque de Djibouti depuis le 13 mars 2001, quatre évêques se sont succédé 

## Source
- Colette Dubois et Pierre Soumille, Des Chrétiens à Djibouti en terre d’Islam : XIXe – XXe siècles, Paris, Khartala, 2004, 373 p.